# قائمة غواصات يو بوت
دخلت أكثر من 1500 غواصة للخدمة في مختلف أساطيل ألمانيا البحرية المختلفة من عام 1906 إلى يومنا هذا. عادة ما يتم تسمية الغواصات بنظام يبدأ من حرف يو:U متبوع برقم، على الرغم من أن الغواصات الساحلية والغواصات المخصصة لزرع الألغام التي شاركت في الحرب العالمية الأولى تبدأ بأحرف يو بي:UB و يو سي:UC على التوالي. عندما استأنفت ألمانيا بناء الغواصات في ثلاثينيات القرن العشرين، تمت إعادة ترقيم الغواصات بالبدأ بالرقم 1. ثم أعيد تشغيل إعادة ترقيم الغواصات من الرقم 1 للمرة الثالثة في تاريخ ألمانيا في الستينيات.

## غواصات الحرب العالمية الأولى
كان هناك حوالي 380 غواصة تم البدء بالعمل عليها للخدمة في البحرية الإمبراطورية الألمانية في السنوات السابقة للحرب وأثناء الحرب العالمية الأولى. على الرغم من أن الغواصات الألمانية الأربعة الأولى وهي يو-1 ويو-2 ويو-3 ويو-4 تم العمل عليها قبل عام 1910، خدمت هذه الغواصات الأربعة في التدريب خلال الحرب. تم تقسيم غواصات يو الألمانية المستخدمة خلال الحرب العالمية الأولى إلى ثلاث مجموعات. تم تخصيص تسمية يو عمومًا للغواصات الهجموية مستخدمة الطوربيدات التي تعمل في المحيط. تم استخدام البادئة يو بي لغواصات الهجوم الساحلية، بينما تم تخصيص البادئة يو سي للغواصات التي تقوم بزراعة الألغم على السواحل.

### غواصات-يو
تم تصميم الغواصات التي تبدأ بالبادئة يو للخدمة في المياه العميقة ويصل ترقيمها إلى 167.

#### تايب يو1
- غواصة يو-1

#### تايب يو2
- غواصة يو-2

#### تايب يو3
- غواصة يو-3
- غواصة يو-4

#### تايب يو5
- غواصة يو-5
- غواصة يو-6
- غواصة يو-7
- غواصة يو-8

#### تايب يو 9
- غواصة يو-9
- غواصة يو-10
- غواصة يو-11
- غواصة يو-12

#### تايب يو 13
- غواصة يو-13
- غواصة يو-14
- غواصة يو-15

#### تايب يو 16
- غواصة يو-16

#### تايب يو 17
- غواصة يو-17
- غواصة يو-18

#### تايب يو 19
- غواصة يو-19
- غواصة يو-20
- غواصة يو-21
- غواصة يو-22

#### تايب يو 23
- غواصة يو-23
- غواصة يو-24
- غواصة يو-25
- غواصة يو-26

#### تايب يو 27
- غواصة يو-27
- غواصة يو-28
- غواصة يو-29
- غواصة يو-30

#### غواصة فئة يو 31
- غواصة يو-31
- غواصة يو-32
- غواصة يو-33
- غواصة يو-34
- غواصة يو-35
- غواصة يو-36
- غواصة يو-37
- غواصة يو-38
- غواصة يو-39
- غواصة يو-40
- غواصة يو-41

#### غواصة فئة يو 43
- غواصة يو-43
- غواصة يو-44
- غواصة يو-45
- غواصة يو-46
- غواصة يو-47
- غواصة يو-48
- غواصة يو-49
- غواصة يو-50

#### غواصة فئة يو 51
- غواصة يو-51
- غواصة يو-52
- غواصة يو-53
- غواصة يو-54
- غواصة يو-55
- غواصة يو-56

#### غواصة فئة يو 57
- غواصة يو-57
- غواصة يو-58
- غواصة يو-59
- غواصة يو-60
- غواصة يو-61
- غواصة يو-62
- غواصة يو-99
- غواصة يو-100
- غواصة يو-101
- غواصة يو-102
- غواصة يو-103
- غواصة يو-104

#### غواصة فئة يو 63
- غواصة يو-63
- غواصة يو-64
- غواصة يو-65

#### غواصة فئة يو66 (فئة يو دي)
تم بناء غواصات الفئة يو66 في الأصل من أجل النمسا-المجر كفئة يو-7، ولكن تم بيعها إلى ألمانيا في بداية الحرب العالمية الأولى.
- غواصة يو-66
- غواصة يو-67
- غواصة يو-68
- غواصة يو-69
- غواصة يو-70

#### الفئة يو إي 1 (الفئة يو71)
- غواصة يو-71
- غواصة يو-72
- غواصة يو-73
- غواصة يو-74
- غواصة يو-75
- غواصة يو-76
- غواصة يو-77
- غواصة يو-78
- غواصة يو-79
- غواصة يو-80

#### الفئة يو 81
- غواصة يو-81
- غواصة يو-82
- غواصة يو-83
- غواصة يو-84
- غواصة يو-85
- غواصة يو-86

#### الفئة يو 87
- غواصة يو-87
- غواصة يو-88
- غواصة يو-89
- غواصة يو-90
- غواصة يو-91
- غواصة يو-92

#### الفئة يو 93
- غواصة يو-93
- غواصة يو-94
- غواصة يو-95
- غواصة يو-96
- غواصة يو-97
- غواصة يو-98
- غواصة يو-105
- غواصة يو-106
- غواصة يو-107
- غواصة يو-108
- غواصة يو-109
- غواصة يو-110
- غواصة يو-111
- غواصة يو-112
- غواصة يو-113
- غواصة يو-114
- غواصة يو-160
- غواصة يو-161
- غواصة يو-162
- غواصة يو-163
- غواصة يو-164
- غواصة يو-165
- غواصة يو-166
- غواصة يو-167

#### الفئة يو إي 2 (تايب يو117)
- غواصة يو-117
- غواصة يو-118
- غواصة يو-119
- غواصة يو-120
- غواصة يو-122
- غواصة يو-123
- غواصة يو-124
- غواصة يو-125
- غواصة يو-126

#### الفئة يو 127
- غواصة يو-127
- غواصة يو-128
- غواصة يو-129
- غواصة يو-130

#### تايب لارج أم أس (الفئة يو131 والفئة يو135)
- غواصة يو-131
- غواصة يو-132
- غواصة يو-133
- غواصة يو-134
- غواصة يو-135
- غواصة يو-136
- غواصة يو-137
- غواصة يو-138

#### تايب يو139
- غواصة يو-139
- غواصة يو-140
- غواصة يو-141

#### تايب يو142
- غواصة يو-142

#### تايب يو151
- غواصة يو-151
- غواصة يو-152
- غواصة يو-153
- غواصة يو-154
- غواصة يو-155
- غواصة يو-156
- غواصة يو-157
- غواصة يو-158
- غواصة يو-159

### غواصات يو بي الساحلية
كانت غواصات هجوم ساحلية تسستخدم الطوربيدات حيث كانت أصغر الغواصات حجما ومنطقة خدمتها بالقرب من السواحل. تم تسميتها بالبادئة يو بي وترقيمها يصل إلى 154.

#### فئة يو بي 1
- غواصة يو بي-1
- يو بي-2
- يو بي-3
- يو بي-4
- يو بي-5
- يو بي-6
- يو بي-7
- يو بي-8
- يو بي-9
- يو بي-10
- يو بي-11
- يو بي-12
- يو بي-13
- يو بي-14
- يو بي-15
- يو بي-16
- يو بي-17

#### فئة يو بي 2
- يو بي-18
- يو بي-19
- يو بي-20
- يو بي-21
- يو بي-22
- يو بي-23
- يو بي-24
- يو بي-25
- يو بي-26
- يو بي-27
- يو بي-28
- يو بي-29
- يو بي-30
- يو بي-31
- يو بي-32
- يو بي-33
- يو بي-34
- يو بي-35
- يو بي-36
- يو بي-37
- يو بي-38
- يو بي-39
- يو بي-40
- يو بي-41
- يو بي-42
- يو بي-43
- يو بي-44
- يو بي-45
- يو بي-46
- يو بي-47

#### فئة يو بي 3
- يو بي-48
- يو بي-49
- يو بي-50
- يو بي-51
- يو بي-52
- يو بي-53
- يو بي-54
- يو بي-55
- يو بي-56
- يو بي-57
- يو بي-58
- يو بي-59
- يو بي-60
- يو بي-61
- يو بي-62
- يو بي-63
- يو بي-64
- يو بي-65
- يو بي-66
- يو بي-67
- يو بي-68
- يو بي-69
- يو بي-70
- يو بي-71
- يو بي-72
- يو بي-73
- يو بي-74
- يو بي-75
- يو بي-76
- يو بي-77
- يو بي-78
- يو بي-79
- يو بي-80
- يو بي-81
- يو بي-82
- يو بي-83
- يو بي-84
- يو بي-85
- يو بي-86
- يو بي-87
- يو بي-88
- يو بي-89
- يو بي-90
- يو بي-91
- يو بي-92
- يو بي-93
- يو بي-94
- يو بي-95
- يو بي-96
- يو بي-97
- يو بي-98
- يو بي-99
- يو بي-100
- يو بي-101
- يو بي-102
- يو بي-103
- يو بي-104
- يو بي-105
- يو بي-106
- يو بي-107
- يو بي-108
- يو بي-109
- يو بي-110
- يو بي-111
- يو بي-112
- يو بي-113
- يو بي-114
- يو بي-115
- يو بي-116
- يو بي-117
- يو بي-118
- يو بي-119
- يو بي-120
- يو بي-121
- يو بي-122
- يو بي-123
- يو بي-124
- يو بي-125
- يو بي-126
- يو بي-127
- يو بي-128
- يو بي-129
- يو بي-130
- يو بي-131
- يو بي-132
- يو بي-133
- يو بي-136
- يو بي-142
- يو بي-143
- يو بي-144
- يو بي-145
- يو بي-148
- يو بي-149
- يو بي-150
- يو بي-154

### غواصات يو سي لزراعة الألغام
غواصات ساحلية لزرع الألغام في موانئ العدو. بدأت تسميتها يو سي ووصل ترقيمها إلى 105.

#### الفئة يو سي 1
- يو سي-1
- يو سي-2
- يو سي-3
- يو سي-4
- يو سي-5
- يو سي-6
- يو سي-7
- يو سي-8
- يو سي-9
- يو سي-10
- يو سي-11
- يو سي-12
- يو سي-13
- يو سي-14
- يو سي-15

#### فئة يو سي 2
- يو سي-16
- يو سي-17
- يو سي-18
- يو سي-19
- يو سي-20
- يو سي-21
- يو سي-22
- يو سي-23
- يو سي-24
- يو سي-25
- يو سي-26
- يو سي-27
- يو سي-28
- يو سي-29
- يو سي-30
- يو سي-31
- يو سي-32
- يو سي-33
- يو سي-34
- يو سي-35
- يو سي-36
- يو سي-37
- يو سي-38
- يو سي-39
- يو سي-40
- يو سي-41
- يو سي-42
- يو سي-43
- يو سي-44
- يو سي-45
- يو سي-46
- يو سي-47
- يو سي-48
- يو سي-49
- يو سي-50
- يو سي-51
- يو سي-52
- يو سي-53
- يو سي-54
- يو سي-55
- يو سي-56
- يو سي-57
- يو سي-58
- يو سي-59
- يو سي-60
- يو سي-61
- يو سي-62
- يو سي-63
- يو سي-64
- يو سي-65
- يو سي-66
- يو سي-67
- يو سي-68
- يو سي-69
- يو سي-70
- يو سي-71
- يو سي-72
- يو سي-73
- يو سي-74
- يو سي-75
- يو سي-76
- يو سي-77
- يو سي-78
- يو سي-79

#### فئة يو سي 3
تم التخطيط لبناء خمسة وثلاثين غواصة من الفئة يو سي 3، ولكن تم إكمال 26 فقط. تسعة منها من (يو سي-106 إلى يو سي-114) لم يتم تكليفهم مطلقًا في الخدمة وتم منحهم للمملكة المتحدة وفرنسا وتم تفكيكهم في عام 1921.
- يو سي-90
- يو سي-91
- يو سي-92
- يو سي-93
- يو سي-94
- يو سي-95
- يو سي-96
- يو سي-97
- يو سي-98
- يو سي-99
- يو سي-100
- يو سي-101
- يو سي-102
- يو سي-103
- يو سي-104
- يو سي-105
- يو سي-106
- يو سي-107
- يو سي-108
- يو سي-109
- يو سي-110
- يو سي-111
- يو سي-112
- يو سي-113
- يو سي-114

### غواصات أجنبية
عند اندلاع الحرب العالمية الأولى، تولت ألمانيا مسؤولية عدد من الغواصات قيد الإنشاء في أحواض بناء السفن الألمانية لصالح بلدان أخرى.
- يو إيه، (سابقا-الغواصة النرويجية الفئة إيه تحديدا إيه-5)
- يو-66 إلى يو-70 (النمسا-المجر سابقا يو-7 يو-7 إلى يو-11)

## غواصات الحرب العالمية الثانية
في حقبة الحرب العالمية الثانية، قامت ألمانيا بتجهيز حوالي 1250 غواصة يو للخدمة في بحريتها كريغسمارينه.

### الفئة 1
- يو-25
- يو-26

### الفئة الثانية

#### غواصة الفئة الثانية إيه
- يو-1
- يو-2
- يو-3
- يو-4
- يو-5
- يو-6

#### غواصة الفئة الثانية بي
- يو-7
- يو-8
- يو-9
- يو-10
- يو-11
- يو-12
- يو-13
- يو-14
- يو-15
- يو-16
- يو-17
- يو-18
- يو-19
- يو-20
- يو-21
- يو-22
- يو-23
- يو-24
- يو-120
- يو-121

#### غواصة الفئة الثانة سي
- يو-56
- يو-57
- يو-58
- يو-59
- يو-60
- يو-61
- يو-62
- يو-63

#### غواصة الفئة الثانة دي
- يو-137
- يو-138
- يو-139
- يو-140
- يو-141
- يو-142
- يو-143
- يو-144
- يو-145
- يو-146
- يو-147
- يو-148
- يو-149
- يو-150
- يو-151
- يو-152

### غواصة الفئة السابعة

#### غواصة الفئة السابعة إيه
- يو-27
- يو-28
- يو-29
- يو-30
- يو-31
- يو-32
- يو-33
- يو-34
- يو-35
- يو-36

#### غواصة الفئة السابعة بي
- يو-45
- يو-46
- يو-47
- يو-48
- يو-49
- يو-50
- يو-51
- يو-52
- يو-53
- يو-54
- يو-55
- يو-73
- يو-74
- يو-75
- يو-76
- يو-83
- يو-84
- يو-85
- يو-86
- يو-87
- يو-99
- يو-100
- يو-101
- يو-102

#### غواصة الفئة السابعة سي
- يو-69
- يو-70
- يو-71
- يو-72
- يو-77
- يو-78
- يو-79
- يو-80
- يو-81
- يو-82
- يو-88
- يو-89
- يو-90
- يو-91
- يو-92
- يو-93
- يو-94
- يو-95
- يو-96
- يو-97
- يو-98
- يو-132
- يو-133
- يو-134
- يو-135
- يو-136
- يو-201
- يو-202
- يو-203
- يو-204
- يو-205
- يو-206
- يو-207
- يو-208
- يو-209
- يو-210
- يو-211
- يو-212
- يو-221
- يو-222
- يو-223
- يو-224
- يو-225
- يو-226
- يو-227
- يو-228
- يو-229
- يو-230
- يو-231
- يو-232
- يو-235
- يو-236
- يو-237
- يو-238
- يو-239
- يو-240
- يو-241
- يو-242
- يو-243
- يو-244
- يو-245
- يو-246
- يو-247
- يو-248
- يو-249
- يو-250
- يو-251
- يو-252
- يو-253
- يو-254
- يو-255
- يو-256
- يو-257
- يو-258
- يو-259
- يو-260
- يو-261
- يو-262
- يو-263
- يو-264
- يو-265
- يو-266
- يو-267
- يو-268
- يو-269
- يو-270
- يو-271
- يو-272
- يو-273
- يو-274
- يو-275
- يو-276
- يو-277
- يو-278
- يو-279
- يو-280
- يو-281
- يو-282
- يو-283
- يو-284
- يو-285
- يو-286
- يو-287
- يو-288
- يو-289
- يو-290
- يو-291
- يو-301
- يو-302
- يو-303
- يو-304
- يو-305
- يو-306
- يو-307
- يو-308
- يو-309
- يو-310
- يو-311
- يو-312
- يو-313
- يو-314
- يو-315
- يو-316
- يو-331
- يو-332
- يو-333
- يو-334
- يو-335
- يو-336
- يو-337
- يو-338
- يو-339
- يو-340
- يو-341
- يو-342
- يو-343
- يو-344
- يو-345
- يو-346
- يو-347
- يو-348
- يو-349
- يو-350
- يو-351
- يو-352
- يو-353
- يو-354
- يو-355
- يو-356
- يو-357
- يو-358
- يو-359
- يو-360
- يو-361
- يو-362
- يو-363
- يو-364
- يو-365
- يو-366
- يو-367
- يو-368
- يو-369
- يو-370
- يو-371
- يو-372
- يو-373
- يو-374
- يو-375
- يو-376
- يو-377
- يو-378
- يو-379
- يو-380
- يو-381
- يو-382
- يو-383
- يو-384
- يو-385
- يو-386
- يو-387
- يو-388
- يو-389
- يو-390
- يو-391
- يو-392
- يو-393
- يو-394
- يو-395
- يو-396
- يو-397
- يو-398
- يو-399
- يو-400
- يو-401
- يو-402
- يو-403
- يو-404
- يو-405
- يو-406
- يو-407
- يو-408
- يو-409
- يو-410
- يو-411
- يو-412
- يو-413
- يو-414
- يو-415
- يو-416
- يو-417
- يو-418
- يو-419
- يو-420
- يو-421
- يو-422
- يو-423
- يو-424
- يو-425
- يو-426
- يو-427
- يو-428
- يو-429
- يو-430
- يو-431
- يو-432
- يو-433
- يو-434
- يو-435
- يو-436
- يو-437
- يو-438
- يو-439
- يو-440
- يو-441
- يو-442
- يو-443
- يو-444
- يو-445
- يو-446
- يو-447
- يو-448
- يو-449
- يو-450
- يو-451
- يو-452
- يو-453
- يو-454
- يو-455
- يو-456
- يو-457
- يو-458
- يو-465
- يو-466
- يو-467
- يو-468
- يو-469
- يو-470
- يو-471
- يو-472
- يو-473
- يو-474
- يو-475
- يو-476
- يو-477
- يو-478
- يو-479
- يو-480
- يو-481
- يو-482
- يو-483
- يو-484
- يو-485
- يو-486
- يو-491
- يو-492
- يو-493
- يو-551
- يو-552
- يو-553
- يو-554
- يو-555
- يو-556
- يو-557
- يو-558
- يو-559
- يو-560
- يو-561
- يو-562
- يو-563
- يو-564
- يو-565
- يو-566
- يو-567
- يو-568
- يو-569
- يو-570
- يو-571
- يو-572
- يو-573
- يو-574
- يو-575
- يو-576
- يو-577
- يو-578
- يو-579
- يو-580
- يو-581
- يو-582
- يو-583
- يو-584
- يو-585
- يو-586
- يو-587
- يو-588
- يو-589
- يو-590
- يو-591
- يو-592
- يو-593
- يو-594
- يو-595
- يو-596
- يو-597
- يو-598
- يو-599
- يو-600
- يو-601
- يو-602
- يو-603
- يو-604
- يو-605
- يو-606
- يو-607
- يو-608
- يو-609
- يو-610
- يو-611
- يو-612
- يو-613
- يو-614
- يو-615
- يو-616
- يو-617
- يو-618
- يو-619
- يو-620
- يو-621
- يو-622
- يو-623
- يو-624
- يو-625
- يو-626
- يو-627
- يو-628
- يو-629
- يو-630
- يو-631
- يو-632
- يو-633
- يو-634
- يو-635
- يو-636
- يو-637
- يو-638
- يو-639
- يو-640
- يو-641
- يو-642
- يو-643
- يو-644
- يو-645
- يو-646
- يو-647
- يو-648
- يو-649
- يو-650
- يو-651
- يو-652
- يو-653
- يو-654
- يو-655
- يو-656
- يو-657
- يو-658
- يو-659
- يو-660
- يو-661
- يو-662
- يو-663
- يو-664
- يو-665
- يو-666
- يو-667
- يو-668
- يو-669
- يو-670
- يو-671
- يو-672
- يو-673
- يو-674
- يو-675
- يو-676
- يو-677
- يو-678
- يو-679
- يو-680
- يو-681
- يو-682
- يو-683
- يو-684
- يو-685
- يو-686
- يو-701
- يو-702
- يو-703
- يو-704
- يو-705
- يو-706
- يو-707
- يو-708
- يو-709
- يو-710
- يو-711
- يو-712
- يو-713
- يو-714
- يو-715
- يو-716
- يو-717
- يو-718
- يو-719
- يو-720
- يو-721
- يو-722
- يو-731
- يو-732
- يو-733
- يو-734
- يو-735
- يو-736
- يو-737
- يو-738
- يو-739
- يو-740
- يو-741
- يو-742
- يو-743
- يو-744
- يو-745
- يو-746
- يو-747
- يو-748
- يو-749
- يو-750
- يو-751
- يو-752
- يو-753
- يو-754
- يو-755
- يو-756
- يو-757
- يو-758
- يو-759
- يو-760
- يو-761
- يو-762
- يو-763
- يو-764
- يو-765
- يو-766
- يو-767
- يو-768
- يو-771
- يو-772
- يو-773
- يو-774
- يو-775
- يو-776
- يو-777
- يو-778
- يو-779
- يو-780
- يو-781
- يو-821
- يو-822
- يو-824
- يو-825
- يو-826
- يو-901
- يو-903
- يو-904
- يو-905
- يو-907
- يو-921
- يو-922
- يو-923
- يو-924
- يو-925
- يو-926
- يو-927
- يو-928
- يو-951
- يو-952
- يو-953
- يو-954
- يو-955
- يو-956
- يو-957
- يو-958
- يو-959
- يو-960
- يو-961
- يو-962
- يو-963
- يو-964
- يو-965
- يو-966
- يو-967
- يو-968
- يو-969
- يو-970
- يو-971
- يو-972
- يو-973
- يو-974
- يو-975
- يو-976
- يو-977
- يو-978
- يو-979
- يو-980
- يو-981
- يو-982
- يو-983
- يو-984
- يو-985
- يو-986
- يو-987
- يو-988
- يو-989
- يو-990
- يو-991
- يو-992
- يو-993
- يو-994
- يو-1051
- يو-1052
- يو-1053
- يو-1054
- يو-1055
- يو-1056
- يو-1057
- يو-1058
- يو-1101
- يو-1102
- يو-1131
- يو-1132
- يو-1161
- يو-1162
- يو-1191
- يو-1192
- يو-1193
- يو-1194
- يو-1195
- يو-1196
- يو-1197
- يو-1198
- يو-1199
- يو-1200
- يو-1201
- يو-1202
- يو-1203
- يو-1204
- يو-1205
- يو-1206
- يو-1207
- يو-1208
- يو-1209
- يو-1210

#### غواصة الفئة السابعة سي/41
- يو-292
- يو-293
- يو-294
- يو-295
- يو-296
- يو-297
- يو-298
- يو-299
- يو-300
- يو-317
- يو-318
- يو-319
- يو-320
- يو-321
- يو-322
- يو-323
- يو-324
- يو-325
- يو-326
- يو-327
- يو-328
- يو-329
- يو-330
- يو-687
- يو-688
- يو-689
- يو-691
- يو-723
- يو-724
- يو-827
- يو-828
- يو-929
- يو-930
- يو-995
- يو-997
- يو-998
- يو-999
- يو-1000
- يو-1001
- يو-1002
- يو-1003
- يو-1004
- يو-1005
- يو-1006
- يو-1007
- يو-1008
- يو-1009
- يو-1010
- يو-1013
- يو-1014
- يو-1015
- يو-1016
- يو-1017
- يو-1018
- يو-1019
- يو-1020
- يو-1021
- يو-1022
- يو-1023
- يو-1024
- يو-1025
- يو-1063
- يو-1064
- يو-1065
- يو-1103
- يو-1104
- يو-1105
- يو-1106
- يو-1107
- يو-1108
- يو-1109
- يو-1110
- يو-1163
- يو-1164
- يو-1165
- يو-1166
- يو-1167
- يو-1168
- يو-1169
- يو-1170
- يو-1171
- يو-1172
- يو-1271
- يو-1272
- يو-1273
- يو-1274
- يو-1275
- يو-1276
- يو-1277
- يو-1278
- يو-1279
- يو-1301
- يو-1302
- يو-1303
- يو-1304
- يو-1305
- يو-1306
- يو-1307
- يو-1308

#### غواصة الفئة السابعة دي
- يو-213
- يو-214
- يو-215
- يو-216
- يو-217
- يو-218

#### غواصة الفئة السابعة أف
- يو-1059
- يو-1060
- يو-1061
- يو-1062

### غواصة الفئة التاسعة

#### غواصة الفئة التاسعة إيه
- يو-37
- يو-38
- يو-39
- يو-40
- يو-41
- يو-42
- يو-43
- يو-44

#### غواصة الفئة التاسعة بي
- يو-64
- يو-65
- يو-103
- يو-104
- يو-105
- يو-106
- يو-107
- يو-108
- يو-109
- يو-110
- يو-111
- يو-122
- يو-123
- يو-124

#### غواصة الفئة التاسعة سي
- يو-66
- يو-67
- يو-68
- يو-125
- يو-126
- يو-127
- يو-128
- يو-129
- يو-130
- يو-131
- يو-153
- يو-154
- يو-155
- يو-156
- يو-157
- يو-158
- يو-159
- يو-160
- يو-161
- يو-162
- يو-163
- يو-164
- يو-165
- يو-166
- يو-171
- يو-172
- يو-173
- يو-174
- يو-175
- يو-176
- يو-501
- يو-502
- يو-503
- يو-504
- يو-505
- يو-506
- يو-507
- يو-508
- يو-509
- يو-510
- يو-511
- يو-512
- يو-513
- يو-514
- يو-515
- يو-516
- يو-517
- يو-518
- يو-519
- يو-520
- يو-521
- يو-522
- يو-523
- يو-524

#### غواصة الفئة التاسعة سي/40
- يو-167
- يو-168
- يو-169
- يو-170
- يو-183
- يو-184
- يو-185
- يو-186
- يو-187
- يو-188
- يو-189
- يو-190
- يو-191
- يو-192
- يو-193
- يو-194
- يو-525
- يو-526
- يو-527
- يو-528
- يو-529
- يو-530
- يو-531
- يو-532
- يو-533
- يو-534
- يو-535
- يو-536
- يو-537
- يو-538
- يو-539
- يو-540
- يو-541
- يو-542
- يو-543
- يو-544
- يو-545
- يو-546
- يو-547
- يو-548
- يو-549
- يو-550
- يو-801
- يو-802
- يو-803
- يو-804
- يو-805
- يو-806
- يو-807
- يو-808
- يو-841
- يو-842
- يو-843
- يو-844
- يو-845
- يو-846
- يو-853
- يو-854
- يو-855
- يو-856
- يو-857
- يو-858
- يو-865
- يو-866
- يو-867
- يو-868
- يو-869
- يو-870
- يو-877
- يو-878
- يو-879
- يو-880
- يو-881
- يو-882
- يو-889
- يو-890
- يو-891
- يو-1221
- يو-1222
- يو-1223
- يو-1224
- يو-1225
- يو-1226
- يو-1227
- يو-1228
- يو-1229
- يو-1230
- يو-1231
- يو-1232
- يو-1233
- يو-1234
- يو-1235

#### غواصة الفئة التاسعة دي
- يو-177
- يو-178
- يو-179
- يو-180
- يو-181
- يو-182
- يو-195
- يو-196
- يو-197
- يو-198
- يو-199
- يو-200
- يو-847
- يو-848
- يو-849
- يو-850
- يو-851
- يو-852
- يو-859
- يو-860
- يو-861
- يو-862
- يو-863
- يو-864
- يو-871
- يو-872
- يو-873
- يو-874
- يو-875
- يو-876
- يو-883
- يو-884

### غواصة الفئة العاشرة (العاشرة بي)
كانت فئة خاصة من الغواصات الألمانية يو بوت. على الرغم من أنها كانت تستهدف لتكون كاسحة ألغام بعيدة المدى إلا انها استخدمت فيما بعد كوسيلة لنقل البضائع لمسافات بعيدة.
- يو-116
- يو-117
- يو-118
- يو-119
- يو-219
- يو-220
- يو-233
- يو-234

### غواصة الفئة الحادية عشر
فئة غواصات مدفعية، خطط بان تزود بأربعة مدافع من عيار 128 ملم في برجين مع الطائرة العائمة من طراز ارادو أر 231. وضعت أربعة غواصات في عام 1939 ولكن تم إلغاؤها عند اندلاع الحرب العالمية الثانية.
- يو-112
- يو-113
- يو-114
- يو-115

### غواصة الفئة الرابعة عشر
غواصات مصممة لإعادة تزويد يو بوت الأخرى بالإمدادات والذخيرة. نجحت هذه الغواصات أثناء تشغيلها خارج السواحل الأمريكية حيث سمح موقعها البعيد 1000 كم من نيويورك للغواصات الأصغر منها فئة في أي أي سي بالعمل في المياه الأمريكية. تم التخطيط لبناء أربعة وعشرين منها، لكن تم تكليف 10 فقط؛ تم إلغاء ثلاثة غواصات من (يو-491 إلى يو-494) قبل الانتهاء منها وعدم البدء ببناء أحد عشرة أخرى. لقبت هذه الفئة ب (حليب البقر).
- يو-459
- يو-460
- يو-461
- يو-462
- يو-463
- يو-464
- يو-487
- يو-488
- يو-489
- يو-490
- يو-491
- يو-492
- يو-493
- يو-494
- يو-495
- يو-496
- يو-497

### غواصة الفئة السابعة عشر
غواصات ساحلية صغيرة تستخدم نظامًا لدفع يعتمد على بيروكسيد، مما يوفر مزيجًا من الدفع المستقل بالهواء والسرعات العالية اثناء الغطس.

#### غواصة الفئة السابعة عشر إيه
- يو-792
- يو-793
- يو-794
- يو-795

#### غواصة الفئة السابعة عشر بي
تم التخطيط لبناء 12 غواصة منها، ولكن تم إكمال ثلاث غواصات فقط؛ تم إلغاء ثلاثة في نهاية الحرب قبل الانتهاء منهم وتم إلغاء ستة لصالح الغواصات من الفئة الواحدة والعشرين.
- يو-1405
- يو-1406
- يو-1407

#### غواصة الفئة السابعة عشر كيه
- يو-798

### غواصة الفئة الثامنة عشر
عبارة عن غواصة هجوم تستخدم نظام الدفع والتر. تم وضع غواصتين في عام 1943، ولكن تم إلغاء البناء في مارس 1944.
- يو-796
- يو-797

### غواصة الفئة الواحدة والعشرون
فئة من غواصات ألمانية تعمل بالديزل والكهرباء Elektroboot (الألمانية: "قارب كهربائي").
- يو-2501
- يو-2502
- يو-2503
- يو-2504
- يو-2505
- يو-2506
- يو-2507
- يو-2508
- يو-2509
- يو-2510
- يو-2511
- يو-2512
- يو-2513
- يو-2514
- يو-2515
- يو-2516
- يو-2517
- يو-2518
- يو-2519
- يو-2520
- يو-2521
- يو-2522
- يو-2523
- يو-2524
- يو-2525
- يو-2526
- يو-2527
- يو-2528
- يو-2529
- يو-2530
- يو-2531
- يو-2533
- يو-2534
- يو-2535
- يو-2536
- يو-2538
- يو-2539
- يو-2540
- يو-2541
- يو-2542
- يو-2543
- يو-2544
- يو-2545
- يو-2546
- يو-2548
- يو-2551
- يو-2552
- يو-3001
- يو-3002
- يو-3003
- يو-3004
- يو-3005
- يو-3006
- يو-3007
- يو-3008
- يو-3009
- يو-3010
- يو-3011
- يو-3012
- يو-3013
- يو-3014
- يو-3015
- يو-3016
- يو-3017
- يو-3018
- يو-3019
- يو-3020
- يو-3021
- يو-3022
- يو-3023
- يو-3024
- يو-3025
- يو-3026
- يو-3027
- يو-3028
- يو-3029
- يو-3030
- يو-3031
- يو-3032
- يو-3033
- يو-3034
- يو-3035
- يو-3037
- يو-3038
- يو-3039
- يو-3040
- يو-3041
- يو-3044
- يو-3501
- يو-3502
- يو-3503
- يو-3504
- يو-3505
- يو-3506
- يو-3507
- يو-3508
- يو-3509
- يو-3510
- يو-3511
- يو-3512
- يو-3513
- يو-3514
- يو-3515
- يو-3516
- يو-3517
- يو-3518
- يو-3519
- يو-3520
- يو-3521
- يو-3522
- يو-3523
- يو-3524
- يو-3525
- يو-3526
- يو-3527
- يو-3528
- يو-3529
- يو-3530

### غواصة الفئة الثالثة والعشرون
كانت غواصات ساحلية صغيرة مصممة للعمل في المياه الضحلة في بحر الشمال والبحر الأسود والبحر الأبيض المتوسط، حيث كانت الغواصات الأكبر من فئتها هي الغواصات من الفئة الواحدة والعشرون في خطر في أثناء الحرب العالمية الثانية.
- يو-2321
- يو-2322
- يو-2323
- يو-2324
- يو-2325
- يو-2326
- يو-2327
- يو-2328
- يو-2329
- يو-2330
- يو-2331
- يو-2332
- يو-2333
- يو-2334
- يو-2335
- يو-2336
- يو-2337
- يو-2338
- يو-2339
- يو-2340
- يو-2341
- يو-2342
- يو-2343
- يو-2344
- يو-2345
- يو-2346
- يو-2347
- يو-2348
- يو-2349
- يو-2350
- يو-2351
- يو-2352
- يو-2353
- يو-2354
- يو-2355
- يو-2356
- يو-2357
- يو-2358
- يو-2359
- يو-2360
- يو-2361
- يو-2362
- يو-2363
- يو-2364
- يو-2365
- يو-2366
- يو-2367
- يو-2368
- يو-2369
- يو-2371
- يو-4701
- يو-4702
- يو-4703
- يو-4704
- يو-4705
- يو-4706
- يو-4707
- يو-4709
- يو-4710
- يو-4711
- يو-4712

### غواصات قزمية

#### سيهوند(غواصة الفئة السابعة عشر بي)
تم تخصيص مجموعة الغواصات من يو-5000 إلى يو-6442 على وجه التحديد للغواصات القزمية الألمانية. تم إدخال غواصات سيهوند الفئة السابعة عشر بي في سجل البحرية الألمانية كغواصات مكلفة بالخدمة.
- يو-5001
- يو-5002
- يو-5003
- يو-5004
- يو-5005
- يو-5006
- يو-5007
- يو-5008
- يو-5009
- يو-5010
- يو-5011
- يو-5012
- يو-5013
- يو-5014
- يو-5015
- يو-5016
- يو-5017
- يو-5018
- يو-5019
- يو-5020
- يو-5021
- يو-5022
- يو-5023
- يو-5024
- يو-5025
- يو-5026
- يو-5027
- يو-5028
- يو-5029
- يو-5030
- يو-5031
- يو-5032
- يو-5033
- يو-5034
- يو-5035
- يو-5036
- يو-5037
- يو-5038
- يو-5039
- يو-5040
- يو-5041
- يو-5042
- يو-5043
- يو-5044
- يو-5045
- يو-5046
- يو-5047
- يو-5048
- يو-5049
- يو-5050
- يو-5051
- يو-5052
- يو-5053
- يو-5054
- يو-5055
- يو-5056
- يو-5057
- يو-5058
- يو-5059
- يو-5060
- يو-5061
- يو-5062
- يو-5063
- يو-5064
- يو-5065
- يو-5066
- يو-5067
- يو-5068
- يو-5069
- يو-5070
- يو-5071
- يو-5072
- يو-5073
- يو-5074
- يو-5075
- يو-5076
- يو-5077
- يو-5078
- يو-5079
- يو-5080
- يو-5081
- يو-5082
- يو-5083
- يو-5084
- يو-5085
- يو-5086
- يو-5087
- يو-5088
- يو-5089
- يو-5090
- يو-5091
- يو-5092
- يو-5093
- يو-5094
- يو-5095
- يو-5096
- يو-5097
- يو-5098
- يو-5099
- يو-5100
- يو-5101
- يو-5102
- يو-5103
- يو-5104
- يو-5105
- يو-5106
- يو-5107
- يو-5108
- يو-5109
- يو-5110
- يو-5111
- يو-5112
- يو-5113
- يو-5114
- يو-5115
- يو-5116
- يو-5117
- يو-5118
- يو-5251
- يو-5252
- يو-5253
- يو-5254
- يو-5255
- يو-5256
- يو-5257
- يو-5258
- يو-5259
- يو-5260
- يو-5261
- يو-5262
- يو-5263
- يو-5264
- يو-5265
- يو-5266
- يو-5267
- يو-5268
- يو-5269
- يو-5330

### غواصات أجنبية
استولت البحرية الألمانية على 14 غواصة من 6 بلدان وقامت بتشغيلها في البحرية في الحرب العالمية الثانية.
| تركيا - يو إيه المملكة المتحدة - يو بي | النرويج - يو سي-1 - يو سي-2 | هولندا - يو دي-1 - يو دي-2 - يو دي-3 - يو دي-4 - يو دي-5 | فرنسا - يو أف-1 - يو أف-2 - يو أف-3 | إيطاليا - يو أي تي-22 - يو أي تي-23 - يو أي تي-24 - يو أي تي-25 |

## غواصات ما قبل الحرب العالمية الثانية

### تايب XXI
- Wilhelm Bauer (سابقا يو-2540)

### تايب XIII
- Hai (ex يو-2365)
- Hecht (ex يو-2367)

### تايب 201
- يو-1 (أس180)
- يو-2 (أس181)
- يو-3 (أس182)

### تايب 205
- يو-1 (أس180)
- يو-2 (أس181)
- يو-4 (أس183)
- يو-5 (أس184)
- يو-6 (أس185)
- يو-7 (أس186)
- يو-8 (أس187)
- يو-9 (أس188)
- يو-10 (أس189)
- يو-11 (أس190)
- يو-12 (أس191)

### تايب 206
- يو-13 (أس192)
- يو-14 (أس193)
- يو-15 (أس194)
- يو-16 (أس195)
- يو-17 (أس196)
- يو-18 (أس197)
- يو-19 (أس198)
- يو-20 (أس199)
- يو-21 (أس170)
- يو-22 (أس171)
- يو-23 (أس172)
- يو-24 (أس173)
- يو-25 (أس174)
- يو-26 (أس175)
- يو-27 (أس176)
- يو-28 (أس177)
- يو-29 (أس178)
- يو-30 (أس179)

### تايب212
- يو-31 (أس181)
- يو-32 (أس182)
- يو-33 (أس183)
- يو-34 (أس184)
- يو-35 (أس185)
- يو-36 (أس186)

## قوائم
هذه قوائم خاصة باليو-بوت:
- قائمة غواصات يو بوت
- قائمة فئات يو-بوت من ألمانيا
- قائمة مناطق يو-بوت، ألمانيا خلال الحرب العالمية الثانية
- قائمة أساطيل غواصات يو بوت، ألمانيا
- قائمة يو-بوت لم تطلق، ألمانيا في الحرب العالمية الثانية
- مشاريع غواصات يو-بوت غير مكتملة، ألمانيا في الحرب العالمية الثانية
- قائمة يو-بوت ناجحة، ألمانيا لقتل الحمولة في الحرب العالمية الأولى والحرب العالمية الثانية
- غواصات يو-بوت أجنبية، ألمانيا في الحرب العالمية الثانية
- قائمة غواصات يو-بوت نمساوية-مجرية

## روابط خارجية
- List of يو-boats at يو-boat.net